# Bernard Bartlicius
Bernard Bartlicius (ur. 13 lutego 1646 w Strážnicach, zm. 20 lipca 1716 w Lipníku nad Bečvou) – czeski pijarski historyk, prowincjał i asystent generała zakonu. Urodził się jako Matěj Peldřimovský, przyjął imię zakonne Bernardus a S. Philippo Nerio. Był rektorem kolegiów w Litomyšlu, u, Příborze i Lipníku nad Bečvou. Uporządkował archiwum pijarów w Rzymie i opracował historię zakonu.